# Interface (datortidning)
Interface var en datortidning som gavs ut av Semic press mellan 1991 och 1994.